# Northland (videogioco)
Northland è un videogioco di strategia in tempo reale e di tipo gestionale con componenti d'azione, con paesaggio, unità e strutture 3D, ambientato in un immaginario Medioevo durante una guerra mitologica,  distribuito nell'anno 2003.
Questo è il seguito di Cultures 2: The Gates of Asgard sviluppato da Funatics Development; esiste anche un seguito, The 8th Wonder of the World, realizzato dalla stessa casa di sviluppo di questo titolo.

## Modalità di gioco
La campagna per il gioco in singolo ha 8 missioni con obiettivi secondari in serie, con disegni di intermezzo, in cui si possono scegliere 3 livelli di difficoltà.
Inoltre sono forniti 8 scenari aggiuntivi, mentre in multiplayer sono disponibili altri 6 scenari tramite LAN dove si può competere o cooperare con altri giocatori.